# Henri Polge
Pour les articles homonymes, voir Polge.
Henri Polge, né le 19 juin 1921 à Besançon et mort le 27 juillet 1978 à Colombes, est un archiviste et historien français.

## Biographie
Élève de l'École nationale des chartes, Henri Polge y obtient le diplôme d'archiviste paléographe en 1947 avec une thèse consacrée à la Topographie historique de la ville de Besançon et il est nommé l'année suivante archiviste départemental du Gers, poste qu'il occupe jusqu'en 1978.
Transformant son service en un « laboratoire de sciences humaines », il y développe un musée de l'histoire locale et un centre de documentation contemporaine. Les collections ethnographiques qu'il rassemble lors des campagnes de sauvegarde du patrimoine gascon qu'il organisait se trouvent au Musée des Jacobins d'Auch et au Musée de l'Armagnac à Condom. Vice-président de la Société archéologique du Gers, il publie plus de 3 000 articles spécialisés dans la Revue de Gascogne, mais également des ouvrages à l'attention d'un public plus large. Animateur de la vie culturelle gersoise, il assure personnellement les visites guidées des monuments de la ville et on lui doit la création de la Maison départementale du tourisme et du Festival d'Auch. 
Ses recherches s'étendent aux domaines de la philologie, la toponymie, l'anthroponymie, et la dialectologie gasconne mais également de la langue basque. 
De 1974 à 1978, il est chargé du cours d'ethnographie gasconne de l'université du Mirail à Toulouse.

## Travaux et publications
- Articles dans les revues :
  - Revue de Gascogne
  - Bulletin de la Société archéologique du Gers
  - Congrès archéologique
  - Bulletin monumental
  - Journal des avants
  - Annales du Midi
  - Revue internationale d'onomastique

- Ouvrages spécialisés
  - Topobibliographie monumentale du Gers, Auch, Cocharaux, 1952[7]
  - Les deux voies d'exportation des eaux-de-vies d'Armagnac au XVIIIe siècle, Auch, imprimerie Cocharaux, 1954
  - Nouveaux mélanges de philologie, d’archéologie et d’ethnographie gersoise, Auch, F. Cocharaux, 1959[8]
  - Introduction aux études d'histoire locale, Auch, 1956
  - Bibliographie des monuments religieux et civils du Gers, Auch, 1959
  - Guide des archives du Gers, Auch, 1975

- Ouvrages généraux
  - Barbotan et le Bas-Armagnac, Condom, 1955
  - Valence-sur-Baïse et son canton, Auch, 1955
  - Le Gers, cœur de la Gascogne, Auch, 1956
  - Condom et ses environs, Condom, 1957[9]
  - Auch et la Gascogne, Toulouse, éditions Privat, coll. Sites de France, 1958, p. 143 + ill.
  - La ville d'Auch, sa cathédrale et son musée, Auch, 1967
  - Châteaux du Gers, Paris, Nouvelles éditions latines, 1969